# Звалище (Сімак)
«Звалище» (англ. Junkyard) — коротка науково-фантастична  повість Кліффорда Сімака, вперше опублікована журналом «Galaxy Science Fiction» в травні 1953 року.

## Сюжет
Експедиція космічної розвідки під командою капітана Айри Ворена на одній з планет знайшла звалище запчастин і запас продовольства залишені інопланетним кораблем.
Команда науковців під керівництвом Кенета Спенсера, аналізуючи залишки, не змогла з'ясувани принцип роботи запчастин чи описати расу, яка залишила їх.
Вони припустили, що інопланетяни зробили на планеті аварійну зупинку для ремонту двигуна, і змушені були змайструвати простіший громіздкий двигун, що пояснювало залишення ними запчастин і продовольства.
Оскільки це був перший контакт з високорозвинутою негуманоїдною расою, Кенет рекомендував терміново покинути планету і капітан погодився з ним.
Капітан поспілкувався з інженером Маком, що керував двигунами, і дізнався, що той виявив біля звалища вежу, яку не знайшли розвідники.
Коли капітан наказав запустити двигуни, Мак не зміг згадати, як це зробити.
І ніхто з інженерів навіть читаючи документацію, не зміг розібратись як це зробити.
Тоді земляни зрозуміли, чому інопланетян вимушені були використати простий двигун.
Наступного дня Уорен з помічниками знайшли 8 веж з каменю, і коли Уорен забрався на одну з них, то побачив вдалині космічний корабель.
Корабель був ржавий ззовні, недавно в ньому був вирізаний отвір, через який витягли його двигун.
Очевидно цей двигун був використаний замість викинутого на звалище.
Заглянувши всередину вежі, Уорен побачив там біологічно-механічне «яйце» обплутане кабелями зв'язку та системою живлення.
Першим двом добровольцям в свинцевих шоломах воно досить швидко стерло навички дорослої людини і їх довелось витягувати.
Повернувшись на корабель, земляни виробили гіпотезу про таємничу расу, котра розставляє по необжитих кутках всесвіту пастки на знання, сама робота пасток убезпечує їх від викриття і знищення.
Не маючи можливості захистити свої знання від зчитування, Уорен вирішив спробувати приховати їх від «яйця».
Взявши контрабандні запаси спиртного у кока, він напився до нестями і вирушив у вежу, щоб приєднатись до системи передачі «яйця».
Коли йому це вдалося, земляни змогли прослуховувати передачу накопичених знань.
Знання різних рас передавались вперемішку і їм пощастило дізнатись як скласти двигун із запчастин на звалищі.
Коли капітану повідомили, що передаються не тільки технічні знання а повні свідомості інопланетян, капітан наказав вимкнути прослуховування.
Він озброївся і разом з коком приготувався давати відпір тій частині команди яка почала поступово поводитись як інопланетяни.